# Larceveau-Arros-Cibits
Larceveau-Arros-Cibits är en kommun i departementet Pyrénées-Atlantiques i regionen Nouvelle-Aquitaine i sydvästra Frankrike. Kommunen ligger i kantonen Iholdy som tillhör arrondissementet Bayonne. År 2022 hade Larceveau-Arros-Cibits 446 invånare.

## Befolkningsutveckling
Antalet invånare i kommunen Larceveau-Arros-Cibits
| Referens: INSEE |